# Duc d'York
Duc d’York est un titre de noblesse de la pairie du Royaume-Uni associé à la ville d'York. 
Depuis le XVe siècle, il est généralement attribué au deuxième fils du monarque britannique. 
Depuis 1461, le titre n'a jamais été transmis ; soit les porteurs n'ont pas eu de descendance masculine, soit ils sont devenus rois d'Angleterre.
Ce titre est porté depuis 1986 par le prince Andrew, fils de la reine Élisabeth II et du prince Philip.

## Duchesse d'York

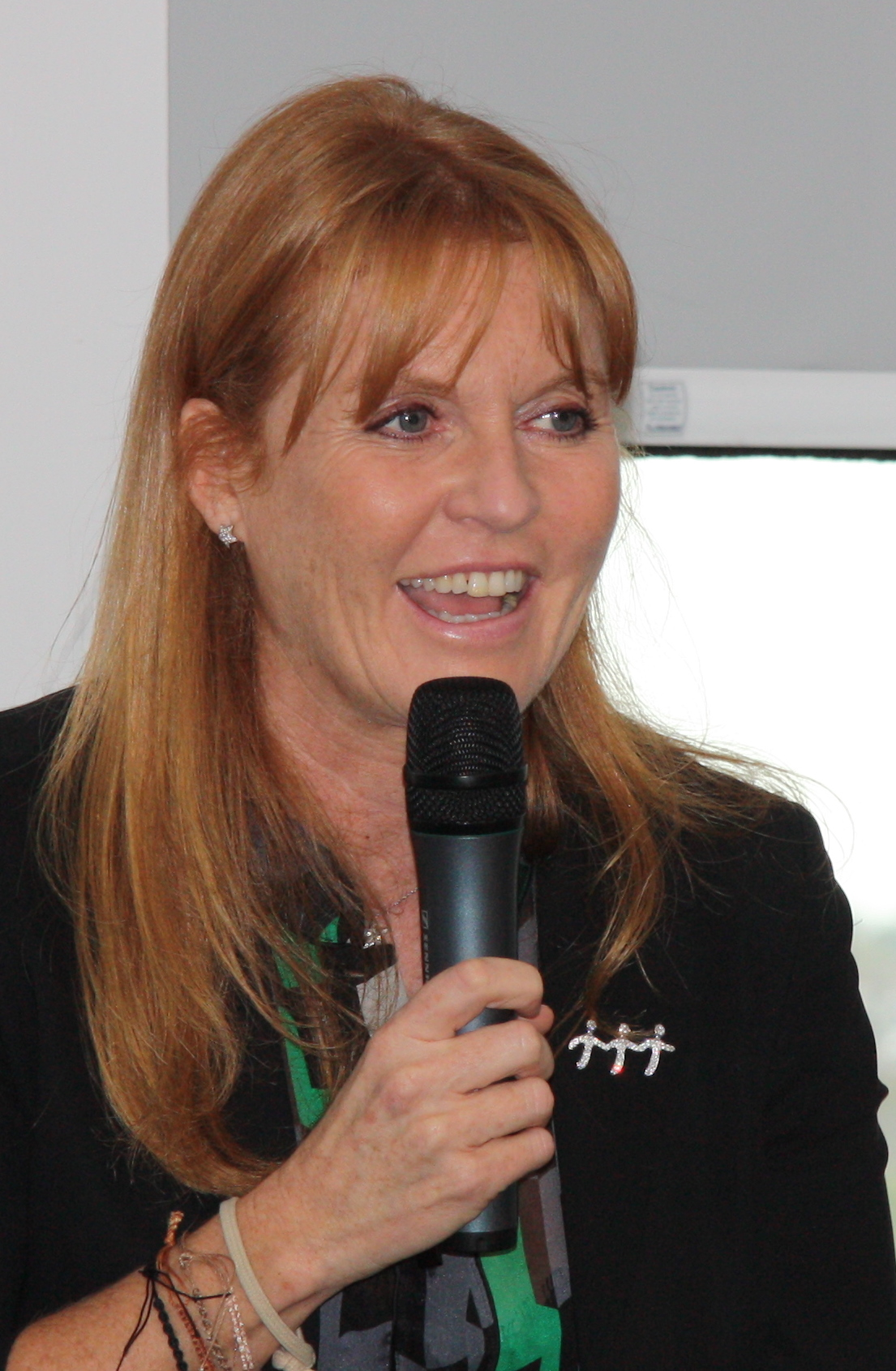
Sarah, duchesse d'York

L'épouse du duc d'York utilise le titre de duchesse d'York. 
L'actuelle titulaire du titre au féminin est Sarah Ferguson, depuis 1986. 
Depuis le divorce du couple en 1996, Sarah Ferguson porte le titre sous la forme de la courtoisie (le déterminant LA devant le titre, durant le mariage, est remplacé par le prénom depuis la date du divorce) :
- Sarah, duchesse d'York

## Histoire du titre
Edmond de Langley et son épouse Isabelle de Castille, sont les premiers à porter le titre de duc et duchesse d'York, à partir de 1385. 

## Titulaires
Les personnes suivantes ont porté le titre de duc d'York :

### Première création (1385)
- 1385-1402 : Edmond de Langley (1341 – 1402), comte de Cambridge ;
- 1402-1415 : Édouard d'York (1373 - 1415), comte de Rutland et de Cambridge, duc d'Albemarle. Fils du précédent ;
- 1426-1460 : Richard Plantagenêt (1411 – 1460), comte de Rutland, Cambridge, March et Ulster. Neveu du précédent ;
- 1460-1461 : Édouard Plantagenêt (1442 – 1483), comte de Cambridge, March et Ulster. Devient Édouard IV d'Angleterre en 1461. Fils du précédent.

Accède au trône en 1461

### Deuxième création (1474)
- 1474-1483 : Richard de Shrewsbury (1473 – 1483), comte puis duc de Norfolk.

Pas de descendance

### Troisième création (1494)
- 1494-1509 : Henri Tudor (1491 – 1547), futur Henri VIII.

Accède au trône en 1509

### Quatrième création (1604)
- 1604-1625 : Prince Charles issu de la dynastie des Stuart (1600 – 1649), également duc d'Albany, futur Charles Ier.

Accède au trône en 1625

### Cinquième création (1644)
- 1644-1685 : Prince Jacques, issu de la dynastie des Stuart (1633 – 1701), également duc d'Albany et comte d'Ulster, futur Jacques II.

Accède au trône en 1685

### Sixième création (1892)
- 1892-1910 : Prince George (1865 – 1936), futur George V. Devient prince de Galles, duc de Cornouailles et duc de Rothesay à la suite de l'accession de son père Édouard VII au trône en 1901, retenant le titre de Duc d'York.

Accède au trône en 1910

### Septième création (1920)
Titres subsidiaires : comte d'Inverness, baron Killyleagh
- 1920-1936 : Prince Albert  (1895 – 1952), futur Georges VI.

Accède au trône en 1936

### Huitième création (1986)
Titres subsidiaires : comte d'Inverness, baron Killyleagh
- Depuis 1986 : Prince Andrew  (né en 1960).

Pas de descendance masculine

## Ducs d'York et d'Albany

### Première création (1716)
- 1716-1728 : Ernest Augustus de Brunswick-Lüneburg (1674 – 1728), comte d'Ulster.

### Seconde création (1760)
- 1760-1767 : Edward Augustus (1739-1767), comte d'Ulster.

### Troisième création (1784)
- 1784-1827 : Frederick (1763-1827), comte d'Ulster.